# La monja II (película de 2023)
La monja II (título original en inglés: The Nun II) es una película estadounidense de terror sobrenatural gótico dirigida por Michael Chaves a partir de un guion de Akela Cooper. Es una secuela de La monja (2018), siendo así la octava entrega de la franquicia The Conjuring Universe. Taissa Farmiga y Bonnie Aarons vuelven a interpretar sus papeles protagonistas como la hermana Irene y Valak, respectivamente. 
En 2017, Wan discutió la posibilidad de una secuela de La monja y en 2019, Safran reveló que la película estaba en las primeras etapas de desarrollo. Cooper fue contratado inicialmente como único escritor de la película, antes de que Goldberg y Naing contribuyeran como guionistas de la versión final del guion. Se anunció que Chaves, quien había dirigido dos películas anteriores en The Conjuring Universe, The Curse of La Llorona (2019) y The Conjuring: The Devil Made Me Do It (2021), dirigirá la película. La fotografía principal comenzó en octubre de 2022 en Francia.
La monja II se estrenó en Estados Unidos el 8 de septiembre de 2023 por Warner Bros. Pictures y New Line Cinema.

## Argumento
Cuatro años después de los eventos de La monja, en 1956, el padre Noiret y Jacques realizan sus tareas diarias en la sacristía de su iglesia en Tarascón, Francia, después de la celebración de la misa diaria. Mientras investiga un disturbio, Noiret ve a una monja, es elevado en el aire, le prenden fuego y muere quemado mientras Jacques observa la escena agarrando el rosario del sacerdote. Afuera de la iglesia, se ve la sombra de la monja que luego se transforma en un hombre.
Un par de meses después la hermana Irene ahora sirve en un convento en Italia, dónde la reverenda madre le pide que hable con la hermana Debra, una joven novicia rebelde que no quiere ir a confesarse. Maurice trabaja en un internado femenino en Francia, donde se ha hecho amigo de una joven irlandesa llamada Sophie, así como de una profesora y a su vez madre de Sophie, Kate. Una noche, Irene tiene una visión de Maurice pidiéndole que lo salve y al día siguiente el cardenal Conroy la busca para investigar una serie de muertes en toda Europa que van desde Rumanía, Hungría, Austria, Italia y, recientemente, en Francia.

Irene se niega a viajar a Francia porque en sus recuerdos sigue vigente lo que pasó en Santa Carta. Después, le pregunta al cardenal que si el padre Burke sabe de eso a lo que un obispo le dice que murió de cólera y es por eso que el cardenal le dice a Irene que la iglesia necesita otro milagro, a lo que Irene accede a ir. Mientras Irene viaja a Tarascón, la hermana Debra se une a ella sin permiso. Durante el viaje en tren, Debra expresa su dificultad para aceptar los milagros, como la presencia real de Cristo en la Eucaristía, mientras Irene le explica la importancia de la fe.

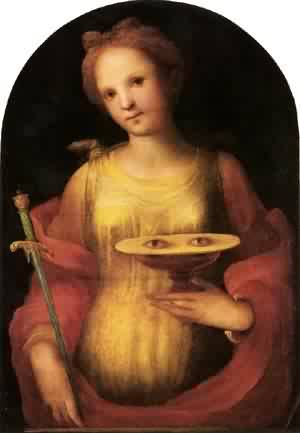
Una versión de la Santa Lucía del pintor italiano Beccafumi aparece en algunas escenas.

En Tarascón, Irene tiene una visión en la que sigue a Jacques hasta un callejón pero es atacada por Valak, el demonio que toma la forma de una monja. A la mañana siguiente, Debra le dice a Irene que se había reunido con Jacques y que él le había regalado el rosario de Noiret. Al mismo tiempo, en el internado, Sophie es intimidada por sus compañeros y encerrada en la capilla desconsagrada, que fue cerrada por motivos de seguridad. Simone, la cabecilla, le dice que mire a una ventana con una cabra en el mosaico y afirma que si mira hacia otro lado, el diablo parecerá perseguirla. El sol brilla a través del mosaico y hace que el ojo de la cabra brille de color rojo.
Irene y Debra viajan al Palacio Papal y se encuentran con un bibliotecario que les dice que el demonio que están investigando era un ángel rechazado por Dios y que el emblema del rosario es el escudo familiar de Santa Lucía, quien fue martirizada por un pagano. Aunque el pagano le prendió fuego, milagrosamente no murió; la familia de Santa Lucía rescató sus ojos y se dispersó por todo el mundo. El bibliotecario sugiere que el demonio está matando a los descendientes de Santa Lucía porque quiere esta reliquia, los ojos, que se sabe que están almacenados por última vez en un antiguo monasterio, que se revela como un internado actual.
Irene y Debra van a la escuela y encuentran a Maurice en apuros con Sophie y Kate. Irene le dice a Maurice que el demonio está dentro de él. Devastado por la revelación, Maurice es tomado por el demonio y ataca a Irene y Debra, antes de quedar inconsciente. Dentro de la capilla de la escuela, Sophie les muestra a Irene, Debra y Kate el juego que sus compañeros de clase le hicieron jugar, y Debra usa una linterna para hacer que los ojos de la cabra en el mosaico brillen de color rojo. La luz roja apunta en dirección a donde están enterrados los ojos de Santa Lucía e Irene encuentra la reliquia.
Debra y Kate se separan de Irene y Sophie para proteger a las colegialas de una cabra demoníaca. Bajo la influencia del demonio, Maurice escapa y ataca a Irene, mientras Sophie agarra la reliquia y huye. Maurice persigue a Sophie y hace que el campanario se derrumbe. Irene encuentra a Sophie adentro y Debra se reúne con la pareja. Debra admite que ha visto un milagro y ahora tiene fe. Irene usa la reliquia contra Maurice hasta que éste logra conservarla. Él levanta a Irene en el aire y le prende fuego, pero ella no se quema porque se da cuenta de que es descendiente de Santa Lucía y puede aprovechar el mismo poder asociado con la reliquia.
Irene y Debra comienzan a rezar las palabras de institución utilizadas en las celebraciones cristianas de la Eucaristía y los barriles de vino presentes en el antiguo monasterio se convierten en la sangre de Cristo. Cuando la sangre de Cristo empapa a Valak, el demonio es condenado a regresar al infierno y liberando a Maurice de la posesión. A la mañana siguiente, Irene lleva a Maurice afuera y lo ayuda a recuperar los sentidos. Sin embargo, ella se preocupa al verlo entrar con Sophie y Kate adentro.
En una escena poscréditos, Ed y Lorraine Warren reciben una llamada del padre Gordon, quien les solicita ayuda urgente para un caso.

## Reparto
- Taissa Farmiga como la Hermana Irene.
- Jonas Bloquet como Frenchie/Maurice.
- Storm Reid como la Hermana Debra[6]
- Anna Popplewell como Kate[7]
- Bonnie Aarons como Valak / La monja.
- Katelyn Rose Downey como Sophie[7]
- Suzanne Bertish como Madame Laurent
- David Horovitch como el Cardenal Conroy
- Andrew Morgado como la voz demoníaca
- Vera Farmiga como Lorraine Warren
- Patrick Wilson como Ed Warren
- Steve Coulter como Padre Gordon

## Producción

### Desarrollo
En 2017, tras terminar el rodaje de La monja, James Wan respondió acerca de la posibilidad de una secuela diciendo: «Yo sé dónde potencialmente, si La monja se resuelve, La monja 2 podría conducir,  y cómo eso se liga a la historia de Lorraine que hemos establecido con los dos primeros largometrajes de The Conjuring y hacer que todo vaya en un círculo completo». Posteriormente, en abril de 2019, Peter Safran anunció que se estaba desarrollando una secuela, afirmando que hay una trama «muy divertida» planeada para la película, y comentando que hay una «inevitabilidad en otra película de La monja». A finales de ese mes, Akela Cooper se unió al proyecto como guionista, mientras que Safran y James Wan hicieron lo propio como productores. Finalmente, en abril de 2022, Warner Bros. anunció oficialmente mediante un vídeo durante la CinemaCon que el proyecto ya estaba en marcha y sería la próxima entrega de la saga.

## Estreno
La película fue estrenada en Estados Unidos el 8 de septiembre de 2023.

## Recepción

### Taquilla
A 13 de noviembre de 2023, La monja II había recaudado $86,2 millones en Estados Unidos y Canadá y $181,8 millones en otros territorios, para un total mundial de $268 millones.

### Crítica
La película recibió reseñas mixtas por parte de la crítica y algo más positivas por la audiencia. En el sitio web agregador de reseñas Rotten Tomatoes, la película posee una aprobación del 52% basada en 134 reseñas, con una puntuación de 5.1/10 por parte de la crítica y con un consenso que dice: «Más aterradora que su predecesora, La monja II es una entretenida adición a la franquicia The Conjuring a pesar de no ser la secuela de terror más original», mientras que por parte de la audiencia tiene una aprobación del 73% basada en más de 1000 votos, con una puntuación de 3.9/5.
La página Metacritic le ha dado a la película una puntuación de 47 sobre 100, basada en 24 reseñas, indicando "reseñas mixtas o promedio". Las audiencias encuestadas por CinemaScore le dieron a la película una "C+" en una escala de A+ a F, mientras que en el sitio IMDb los usuarios le asignaron una calificación de 5.6/10, basándose en 46000 votos. En la página web FilmAffinity la cinta tiene una calificación de 4.8/10, basada en 3400 votos.

## Futuro

### Posible secuela
En agosto de 2023, Michael Chaves dijo que hay potencial para proyectos adicionales con la monja, para explorar el periodo de tiempo entre la década de 1950 y la década de 1960. Chaves también reveló que el antagonista demoniaco, Valak, seguirá apareciendo en futuras entregas de la saga.